# Sternoptyx
A Sternoptyx a sugarasúszójú halak (Actinopterygii) osztályának nagyszájúhal-alakúak (Stomiiformes) rendjébe, ezen belül a mélytengeri bárdhalfélék (Sternoptychidae) családjába tartozó nem.

## Tudnivalók
A Sternoptyx-fajok az óceánok mély vizeiben élő kis termetű halak. Méretük fajtól függően csak 4,5-6 centiméter közötti.

## Rendszerezésük
A nembe az alábbi 4 faj tartozik:
- Sternoptyx diaphana Hermann, 1781
- Sternoptyx obscura Garman, 1899
- Sternoptyx pseudobscura Baird, 1971
- Sternoptyx pseudodiaphana Borodulina, 1977

## Források

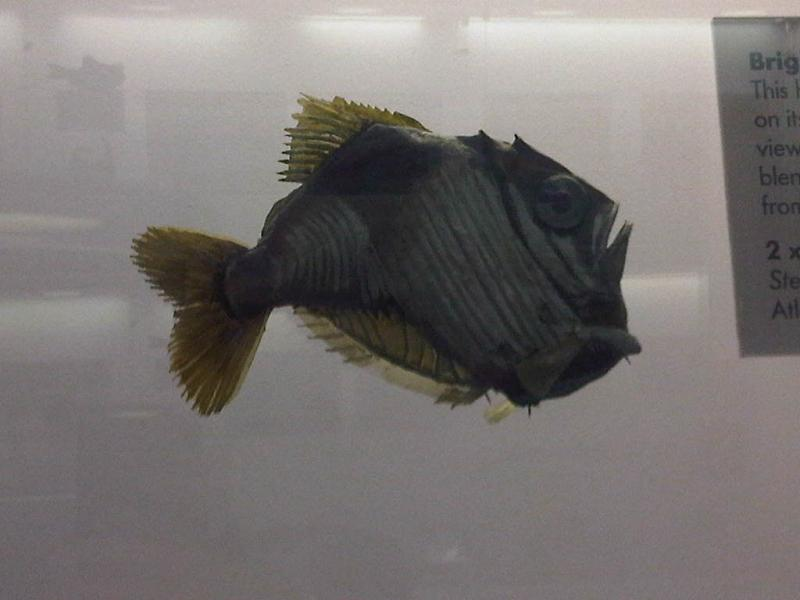
Sternoptyx diaphana a londoni Természettudományi Múzeumban